# Ursul de Argint

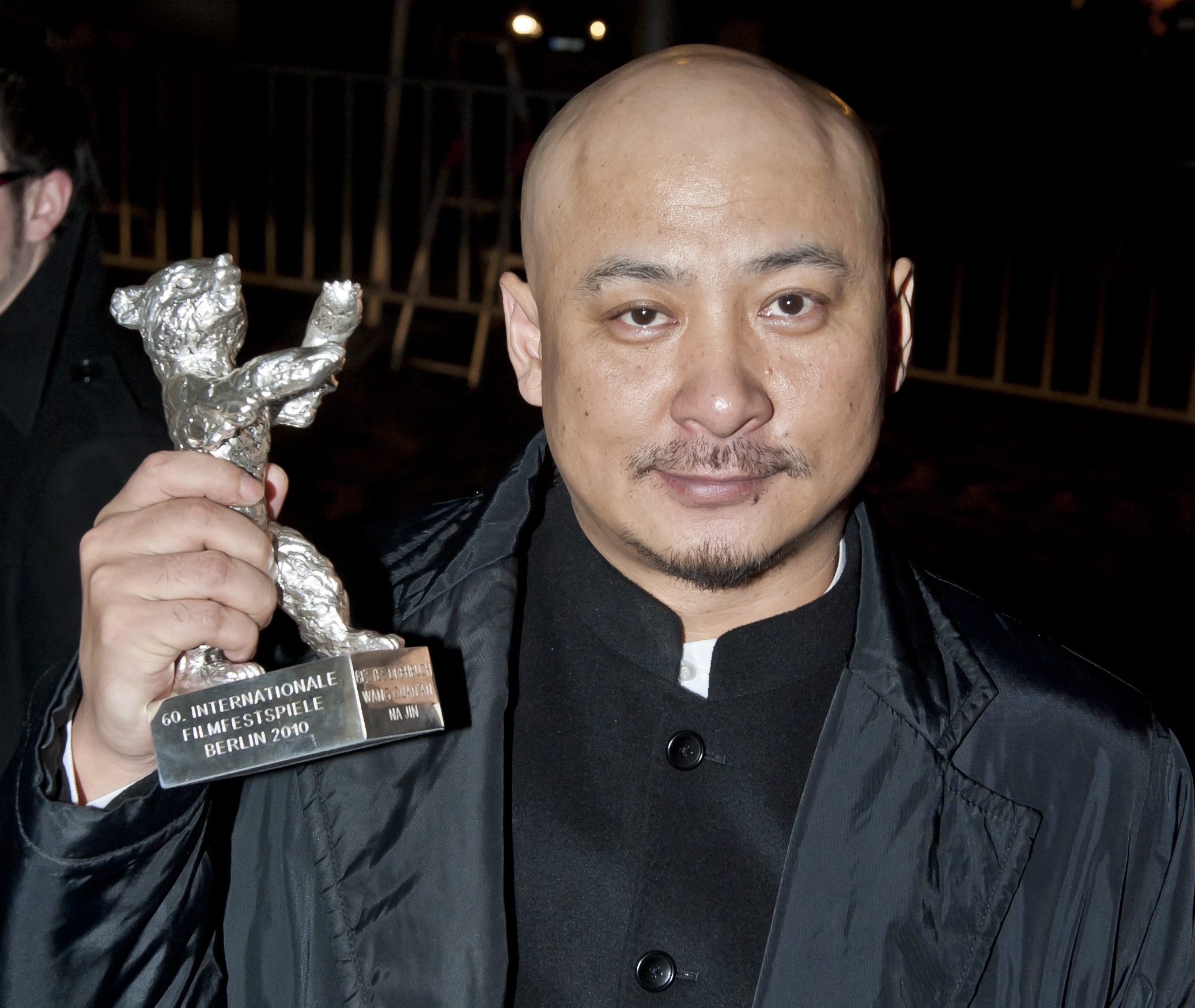
Wang Quan’an care a câștigat premiul în anul 2010

Ursul de Argint (în germană Silberner Bär) este un premiu cinematografic german, statueta a fost concepută de Renée Sintenis, el este acordat anual din anul 1956, fiind premiul al doilea după Ursul de aur (în germană Goldener Bär).  Distincția se acordă de către o comisie la Festivalul Internațional de Film de la Berlin.

## Categoriile premiului
- Marele Premiu al Juriului, acordat din anul 1965
- Premiul pentru cea mai bună regie, acordat din anul 1956
- Premiul pentru cea mai bună actriță, acordat între anii 1956-2020
- Premiul pentru cel mai bun actor, acordat între anii 1956-2020
- Premiul pentru cea mai bună interpretare, acordat din anul 2021
- Premiul juriului pentru cel mai bun film scurt, acordat din anul 1956
- Premiul pentru cea mai bună realizare artistică, acordat din anul 2008
- Premiul pentru cel mai bun scenariu, acordat din anul 2008

## Legături externe
- Materiale media legate de Ursul de Argint la Wikimedia Commons
- Berlinale website
- IMDb